# Гастон Льору
Гасто̀н Льору̀ (на френски: Gaston Leroux) е френски журналист и писател, автор на детективска литература). Значението му за френската детективска традиция е сравнимо с това на сър Артър Конан Дойл за детективската проза в Обединеното кралство и на Едгар Алън По за криминалния жанр в САЩ.
Най-известното му произведение е „Фантомът от Операта“ (Le Fantôme de l'Opéra), написан през 1910 г. По този роман са направени няколко филма и сценични постановки, сред които филмът от 1925 г. с Лон Чейни и мюзикълът от 1986 г. на Андрю Лойд Уебър.

## Биография

### Произход и младежки години
Роден е на 6 май 1868 г. Негов баща е строителният предприемач Алфред Льору, майка му е Мари-Алфонсин Бидо. По време на раждането му родителите му не са женени, сключват брак официално едва на 13 юни същата година в Руан. Както самият Гастон по-късно обича да разказва, мястото на раждането му на практика е влак - родителите му пътуват от Льо Ман през Париж за Нормандия, където Алфред е сключил договор за преустройството на местен замък в град Сен Валери ан Ко. Докато чакат на гара Париж, майка му получава контракции, слизат по спешност и момчето се ражда на улица „Фобур Сен Мартен“ 66, поради което за официално родно място на Гастон Льору се приема Париж.
През 1880 г. Гастон е записан в училище в град Йо, където родителите му са се преместили, защото баща му Алфред Леру е поел задачата за реновирането на замъка там. Тук близък приятел на Гастон му става неговият съученик Филип Орлеански, потомък на династията на Бурбоните (през 1895 г. Гастон ще се окаже единственият журналист, на когото Филип, спомняйки си ученическото приятелство, ще се съгласи да даде интервю по време на изгнанието си в Лондон). В училището в Йо Льору започва да пише първите си стихове.
На 29 юли 1886 г. Льору се дипломира в Кан и през същата година се записва в Юридическия факултет на Парижкия университет. През същия период той започва да пише първите си разкази, някои от които са публикувани. През 1890-1893 г. работи като адвокат.

### Кариера на журналист
През 1887 г. Льору публикува първия си разказ „Малкият търговец на печени картофи“ (на френски: Le Petit Marchand de pommes de terre frites) във вестник „Френска република“, първата си статия във вестник „Lutèce“ и първия си сонет, посветен на Ламартин. Сътрудничи на вестниците „L'Écho de Paris“ и „Le Matin“ като съдебен хроникьор. Публикува пространни репортажи за прочути процеси, включително тези на анархистите Емил Анри и Санти Джеронимо Казерио (1894), както и Делото Драйфус (1898–1899).
През 1900 г. пътува до Швеция. Льору е първият журналист, който интервюира шведския пътешественик Ото Норденшелд, който се е върнал от експедиция на Южния полюс. От 1901 г. той става един от водещите репортери в Париж; изпраща дописки от Испания, Италия, Мароко. Като кореспондент на „Le Matin“ отразява Руската революция от 1905 г.
Автор е на голям брой статии в различни жанрове (според някои оценки около 500): репортажи от съдебни зали, театрални рецензии, статии с политическо и историческо съдържание.
През 1902 г. Льору става кавалер на Ордена на Почетния легион за журналистическата си работа.
През 1908 г. се установява в Мантон, а през 1909 г. се премества в Ница.
Умира на 15 април 1927 г. от последиците от хирургическа операция. Погребан е на входа на гробището Шато в Ница.

## Личен живот
През 1899 г. Гастон Льору се жени за Мари Льофранк, с която бързо се разделя. През 1902 г. се запознава с Жана Каят в Лезен, Швейцария, с която скоро заживява в съпружеска връзка и с която има две деца: Алфред Гастон, наричан Мики (1905–1970) и Мадлен (1908–1984). Жени се за Жана едва през 1917 г., след като Мари Льофранк най-накрая приема да се разведат.

## Льору и киното
Творба на Льору е екранизирана за първи път през 1913 г. През 1919 г. той, заедно с актьора Рьоне Навар, който играе главната роля във филма „Fantômas“ на Луи Феяд, и с популярния по това време писател Артюр Бернед основава „Société des Cinéromans“ в Ница, чийто член е в качеството си на продуцент и сценарист. Обществото създава филми по четири негови сценария (в един от тях играе дъщерята на писателя, 13-годишната Мадлен). „Société des Cinéromans“ просъществува до 1922 г. и е погълнато от филмовата компания „Pathé“.
Част от романите на Льору са екранизирани по няколко пъти. Особено много филмови версии имат „Мистерията на жълтата стая“ и „Фантомът от Операта“, а сред режисьори, заели се с такава задача, са Марсел Л'Ербие, Луи Дакен, Брайън Де Палма, Тони Ричардсън, Дарио Ардженто.

### Романи и новели
- 1887: Le Petit Marchand de pommes de terre frites (новела)
- 1902: Les Trois Souhaits (новела)
- 1903: La Double Vie de Théophraste Longuet (роман)
- 1907: Baïouchki Baïou (новела)
- 1907: Le Mystère de la chambre jaune (роман)
- 1908: L'Homme qui a vu le diable (новела)
- 1908: Le Parfum de la dame en noir (роман)
- 1908: Le Roi Mystère (роман)
- 1909: Le Fauteuil hanté (роман)
- 1910: Le Fantôme de l'Opéra (роман)
- 1910: Un homme dans la nuit (роман)
- 1910: La Reine du sabbat (роман)
- 1911: Balaoo (роман)
- 1911: Une histoire épouvantable ou le Dîner des bustes (новела)
- 1912: La Hache d'or (новела)
- 1912: L'Épouse du Soleil (роман)
- 1912: Rouletabille chez le Tsar (роман)
- 1913: Premières aventures de Chéri-bibi (роман)
- 1914: Le Château noir (Rouletabille à la guerre I) (роман)
- 1914: Les Étranges Noces de Rouletabille (Rouletabille à la guerre II) (роман)
- 1916: Confitou (роман)
- 1916: La Colonne infernale (роман)
- 1916: L'Homme qui revient de loin (новела)
- 1917: Rouletabille chez Krupp (роман)
- 1917: Le Capitaine Hyx (роман)
- 1917: La Bataille invisible (роман)
- 1919: Nouvelles aventures de Chéri-Bibi (роман)
- 1920: Le Cœur cambriolé (новела)
- 1920: Tue-la-mort (роман)
- 1921: Le Sept de trèfle (роман)
- 1921: Le Crime de Rouletabille (роман)
- 1922: Rouletabille chez les bohémiens (роман)
- 1923: La Poupée sanglante (роман)
- 1923: La Machine à assassiner (роман)
- 1924: Les Ténébreuses (роман)
- 1924: La Farouche Aventure (роман)
- 1924: La Femme au collier de velours (новела)
- 1924: Le Noël du petit Vincent-Vincent (новела)
- 1924: Not' Olympe (новела)
- 1925: Le Fils de trois pères (роман)
- 1925: L'Auberge épouvantable (новела)
- 1925: Le Coup d'état de Chéri-bibi (роман)
- 1925: La Mansarde en or (роман)
- 1925: Il y a des pas au plafond... (L'Écho d'Alger du 12 mai 1925 au 16 juin 1925)
- 1926: Les Mohicans de Babel (роман)
- 1927: Mister Flow (роман)
- 1927: Les Chasseurs de danses (роман)
- La série Chéri-Bibi parue aux éditions du Masque reprend quelques aventures de Chéri-Bibi:
  - Les Cages flottantes, coll. Labyrinthes, n° 192, 2011
  - Chéri-Bibi et Cécily, coll. Labyrinthes, n° 193, 2011
  - Palas et Chéri-Bibi, coll. Labyrinthes, n° 202, 2012

### Журналистически текстове
- 1905: L'Agonie de la Russie blanche (серия от репортажи за Le Matin)

### Произведения за сцена
- 1897: Le Turc-au-Mans, едноактна пиеса
- 1907: La Maison des juges, пиеса в три действия
- 1908: Le Lys, пиеса в четири действия
- 1911: L'Homme qui a vu le diable, пиеса в две действия
- 1912: Le Mystère de la chambre jaune, пиеса в две действия
- 1913: Alsace, пиеса в три действия
- 1918: La Gare régulatrice, водевил в три действия